# Colegiul Pedagogic „Ion Creangă” din Bălți
Colegiul Pedagogic „Ion Creangă” din Bălți este o instituție de învățământ mediul de specialitate din Republica Moldova, care pregătește cadre didactice pentru învățământul primar și preșcolar. Colegiul funcționează în componența Universității de Stat „Alecu Russo” din Bălți.
Stundeții colegiului beneficiază de serviciile Bibliotecii Universitare, cantina studențească, stagiul de practică este efectuat la liceele din oraș.

## Istorie
- 1921 - a fost fondată Școală Normală de băieți, cursurile se țin în vechiul local al Liceului I. Creangă
- 1922 - Școală Normală primește un local aparte (actualmente blocul II al USARB)
- 1926 - primii 25 de elevi absolvesc instituția obținând diploma de învățători
- 1938 - Școala Normală se reprofilează în Seminar Teologic.
- 1992 - prin Hotărârea Guvernului Republicii Moldova nr. 330 din 21 mai 1992 se reînființează Școală Normală din Bălți ca structură afiliată a Universității de Stat „Alecu Russo”
- 1998 - Școala Normală se reorganizează în Colegiul Pedagogic „I. Creangă” din Bălți
- 2000 - Colegiul Pedagogic devine o structură a Universității de Stat „Alecu Russo” din Bălți

## Specialități
- Pedagogia învățămîntului primar
- Pedagogia preșcolară
- Instruire tehnologică
- Asistență socială